# Judgment Night
Judgment Night (br: Uma Jogada do Destino) é um filme, de 1993 dos gêneros ação, drama e thriller. Dirigido por Stephen Hopkins, e estrelado por Emilio Estevez, Cuba Gooding Jr., Jeremy Piven e Stephen Dorff. O filme foi lançado em DVD no dia 20 de Janeiro de 2004.

## Recepção
O longa recebeu críticas negativas por parte dos críticos do Rotten Tomatoes.